# Вронский, Макар Кондратьевич
Мака́р Кондра́тьевич Вро́нский (укр. Мака́р Кіндра́тович Вро́нський; 1910 — 1994) — советский и украинский скульптор, педагог, профессор (1963). Народный художник Украинской ССР (1963).

## Биография
Родился 1 (14 апреля) 1910 года в Борисове (ныне Минская область, Беларусь). В 1945 году окончил Киевский художественный институт. Ученик М. И. Гельмана и М. Г. Лысенко.
С 1949 года — преподаватель, а с 1963 года — профессор КГХИ. Воспитал многих талантливых учеников. Мастерскую Вронского окончили В. Виноградский, В. Головко, В. В. Гречаник, С. Гонтарь, П. Ф. Кальницкий, В. Миненко и др.
Умер 13 ноября 1994 года. Похоронен вместе с женой на Байковом кладбище Киева (участок № 49а).

## Творческая деятельность
Работал в области станковой и монументальной пластики. Скульптурные работы — статуи, бюсты, барельефы и т. д. — выполнены в гипсе, дереве, мраморе, бронзе. В своих работах запечатлел портреты выдающихся личностей. Участвовал во множестве художественных выставок.

### Произведения
Авторству скульптора принадлежат многие памятники на территории Украины и за границей. Среди наиболее известных:
- Монумент в честь борьбы украинского народа под предводительством Б. Хмельницкого на Замковой горе (Чигирин, 1967; реконструкция 1974),
- «Декабристы в Каменке» (1975, в соавторстве),
- несколько памятников Т. Г. Шевченко
  - Торонто (1949—1950),
  - Черкассы (1964),
  - Сталино (1955, в соавторстве с А. П. Олейником)
  - Шевченко (Казахстан, совместно с В. В. Сухенко и архитектором Е. Б. Фёдоровым, 1982)
- М. М. Коцюбинскому (Винница, 1989, в соавторстве)
- памятник Ленину (Харьков) (в соавторстве),
- Д. З. Мануильскому (Киев, 1966),
- Героям демонстрации 1935 (пгт. Колки (Волынская область), 1975),
- А. В. Иванову (Киев, 1976)
- мемориал Вечной Славы (Луцк, 1977)
- Памятник морякам Днепровской военной флотилии (1979, в соавторстве с А. П. Скобликовым и архитектором И. С. Ланько)

Также широко известна одна из его ранних работ — композиция «Устим Кармелюк» (1948). Барельефный бюст Ф. Э. Дзержинского в подземном переходе у входа на станцию «Дзержинская» (ныне — «Лыбедская») Киевского метрополитена (1984)., а также скульптурные портреты И. П. Кавалеридзе (1957), Н. М. Амосова.
Заказы на памятнику В. И. Ленину скульптор получал регулярно и выполнял их очень быстро, по два в год. Его монументы вождю были установлены на площадях Днепра, Харькова, Кривого Рога, Житомира, Ровно и др.

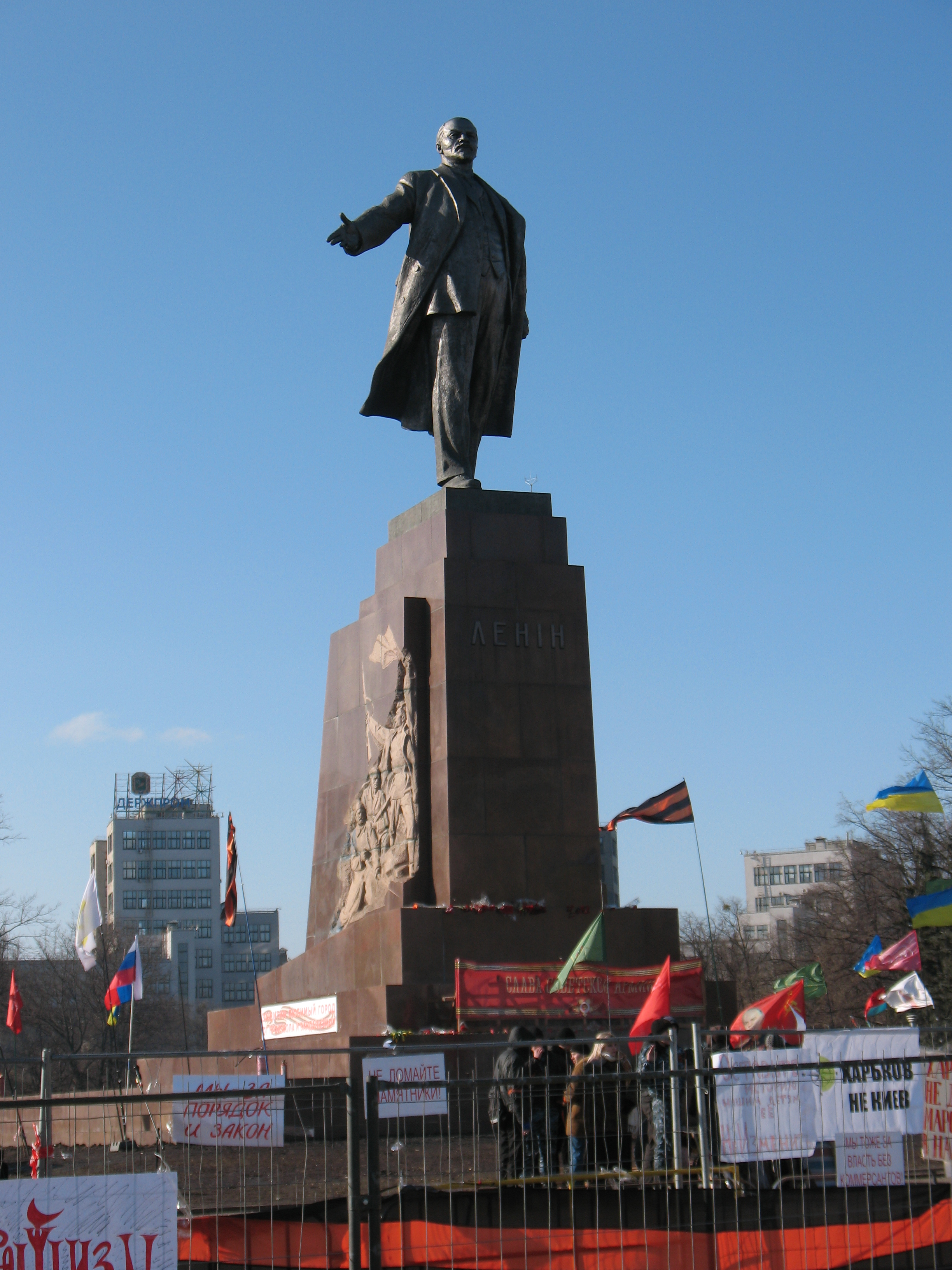
Памятник Ленину в Харькове
Памятник Тарасу Шевченко в Донецке

## Награды
- орден Отечественной войны II степени (6.4.1985)
- орден Трудового Красного Знамени
- орден Дружбы народов (11.04.1980)[3]
- медали
- народный художник УССР (1963)
- Сталинская премия второй степени (1951) — за памятник Т. Г. Шевченко в Сталино
- Государственная премия УССР имени Т. Г. Шевченко (1984) — за памятник Т. Г. Шевченко в городе Шевченко Мангышлакской области КССР